# An Óige

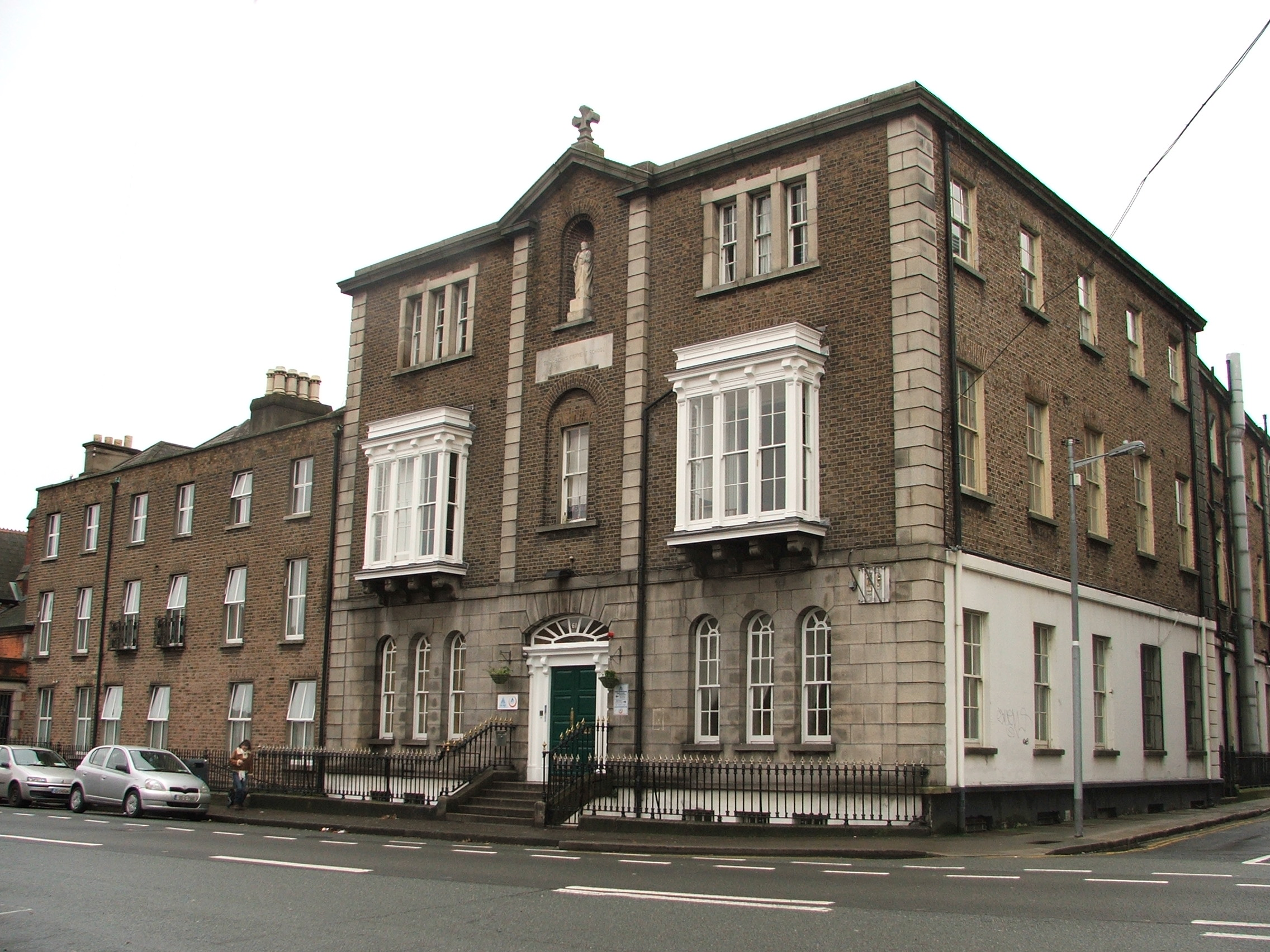
Hoofdkantoor van An Óige in Dublin

An Óige (letterlijk: De jeugd in het Iers), of Irish Youth Hostel Association (IYHA) is de Ierse vereniging van jeugdherbergen, aangesloten bij de internationale jeugdherbergvereniging Hostelling International (HI), voorheen International Youth Hostel Federation (IYHF).
An Óige is een ledenvereniging zonder winstoogmerk, opgericht in 1931 om jongeren aan te moedigen het platteland te leren kennen en waarderen door eenvoudig maar degelijk onderdak te verstrekken.
De eerste jeugdherberg werd geopend in 1931 in Lough Dan (Iers: Loch Deán), nabij Roundwood (Iers: An Tochar), in het graafschap Wicklow (Iers: Cill Mhantáin).
Tegenwoordig is de doelgroep verbreed (geen leeftijdsbeperking meer) en vandaag (2008) beheert An Óige 27 jeugdherbergen over heel Ierland verspreid, van grote jeugdherbergen in steden, met honderden bedden en soms erg uitgebreide voorzieningen, tot (veel) kleinere en eenvoudigere in landelijke en afgelegen gebieden.
Behalve de jeugdherbergen die aangesloten zijn bij An Óige, bestaan er in Ierland nog een heleboel overige, niet-aangesloten jeugdherbergen allerhande.

## Boeken
- John Martin, An Illustrated Survey of An Óige's Youth Hostels, Nonsuch Publishing, 2006. 352 p. (ill.). ISBN 1-84588-364-0 (pbk) (ISBN 978-1-84588-364-5).  Een feestuitgave n.a.v. van 75 jaar An Óige met een overzicht en de kleurrijke geschiedenis van de zowat 120 gebouwen die de vereniging door haar geschiedenis heeft beheerd, geïllustreerd met meer dan 350 foto's.